# Karl Heinz Berger
Karl Heinz Berger (Pseudonyme: K. Heinz, Charles P. Henry; * 28. Juli 1928 in Köln; † 26. November 1994 in Berlin) war ein deutscher Schriftsteller.

## Leben
Karl Heinz Berger war der Sohn eines Angestellten und einer Schneiderin. Nach dem Abitur in Köln begann er 1947 ein Studium der Germanistik, Geschichte und Anglistik an der Humboldt-Universität in Berlin, u. a. bei Alfred Kantorowicz. Von 1952 bis 1957 war er Verlagslektor im Verlag Neues Leben. 1957/58 absolvierte er einen Kurs am Literaturinstitut „Johannes R. Becher“ in Leipzig. Er setzte sich für Wolfgang Harich und Erich Loest ein, die 1956 bzw. 1957 verhaftet worden waren. Als Lektor verwandte er sich für den Roman Herz und Asche von Boris Djacenko, dessen zweiter Band ein Tabu ansprach: dass Soldaten der Roten Armee 1945 Frauen vergewaltigt hatten. Infolgedessen  wurde das Manuskript als „sowjetfeindlich“ eingestuft und das Erscheinen des Buches 1958 verhindert. Daraufhin machte die Staatssicherheit Karl Heinz Berger zum Ziel eines Operativen Vorgangs. Er wurde aus dem Verlag Neues Leben und aus dem Literaturinstitut entfernt. Fortan musste er sich als freier Schriftsteller behaupten.
Karl Heinz Bergers Werk umfasst Romane, Kinder- und Jugendbücher; daneben gab er Anthologien heraus und übersetzte aus dem Englischen. Sein erzählerisches Werk besteht vorwiegend aus biografischen und zeitgeschichtlichen Romanen, in denen sich Berger einer an die realistischen Autoren des 19. Jahrhunderts erinnernden Erzählweise bedient. Seit dem Ende der Sechzigerjahre veröffentlichte er eine Reihe von Kriminalromanen.

## Werke
- Johann Gottlieb Fichte, Berlin 1953
- Gotthold Ephraim Lessing, Berlin 1956
- Eine fröhliche Reise, Berlin 1959
- Die Heuschlacht im Heidedorf, Berlin 1959
- Der Bruderbund, Berlin 1961
- Emil Stöhr, Berlin 1961
- Aufstand der Giganten, Berlin 1963
- Das Kutschpferd und der Ackergaul, Berlin 1964
- Nettesheim oder Die Schwierigkeit, ein Held zu werden, Berlin 1966
- Heinrich Böll, Berlin 1967
- Robin Hood, der Rächer vom Sherwood, Berlin 1968
- Spur des Falken, Berlin 1968 (unter dem Namen Charles P. Henry)
- Die Mörder werden alt, Berlin 1969
- Weiße Wölfe, Berlin 1970 (unter dem Namen Charles P. Henry)
- Die schönsten Geschichten aus 1001 Nacht, Berlin 1971
- Tödlicher Irrtum, Berlin 1972 (unter dem Namen Charles P. Henry)
- Wein für ehrenwerte Männer, Berlin 1972
- Rinaldo Rinaldini, der König vom Kampanien, Berlin 1976
- Die Wohnung oder Auswege ins Labyrinth, Berlin 1976
- Getünchte Gräber, Berlin 1977
- Premiere in N., Berlin 1980
- Geschäftsrisiko, Berlin 1982
- Im Labyrinth oder Spaziergänge in zwei Landschaften, Berlin 1984
- Sirenengesang, Berlin 1984
- Die Spuren schrecken, Berlin 1987
- Onkel Nikodemus, Berlin 1988
- Verjährt, aber nicht vergessen, Berlin 1989
- Was ich weiß, macht mich heiß, Berlin 1992

## Herausgeberschaft
- James Fenimore Cooper: Der Spion, Berlin 1953
- Klassische deutsche Erzähler, Berlin (zusammen mit Hans-Dietrich Dahnke und Gerhard Schneider)
  - 1 (1953)
  - 2 (1953)
- James Fenimore Cooper: Der letzte Mohikaner, Berlin 1954
- James Fenimore Cooper: Wildtöter, Berlin 1954
- Deutsche Meistererzählungen des 19. Jahrhunderts, Berlin (zusammen mit Eberhard Panitz)
  - 1. Johann Wolfgang Goethe, Heinrich von Kleist, Joseph von Eichendorff, Jeremias Gotthelf, Franz Grillparzer, Gottfried Keller, 1954
  - 2. Otto Ludwig, Eduard Mörike, Theodor Storm, 1954
- Mark Twain: Tom Sawyers Abenteuer, Berlin 1954
- James Fenimore Cooper: Pfadfinder oder Das Binnenmeer, Berlin 1955
- Mark Twain: Die Abenteuer des Huckleberry Finn, Berlin 1955
- Deutsche Balladen von Bürger bis Brecht, Berlin 1956 (zusammen mit Walter Püschel)
- Deutsche Erzählungen aus der Schweiz, Berlin 1956 (zusammen mit Gerhard Schneider)
- Deutsche Erzähler des 20. Jahrhunderts, Berlin (zusammen mit Kurt Böttcher und Paul Günter Krohn)
  - 1 (1957)
  - 2 (1957)
- Charles Sealsfield: Tokeah oder Die weiße Rose, Berlin 1957
- Bodo Uhse, Eduard Claudius, Berlin 1960
- Kong am Strande, Berlin 1961 (unter dem Namen K. Heinz)
- Englische Erzähler des 19. Jahrhunderts, Berlin 1962 (zusammen mit Gerhard Schneider)
- Schauspielführer, Berlin
  - 1. Antike, italienische, spanische, englische und französische Dramatik, 1963
  - 2. Deutsche Dramatik, 1963
  - 3. Österreichische, Schweizer, niederländische, russische und sowjetische, polnische, tschechoslowakische, bulgarische, jugoslawische, rumänische, ungarische, finnische und skandinavische, amerikanische, lateinamerikanische, türkische, indische, chinesische und japanische Dramatik, 1964
- Die Schaubude, Berlin 1964 (zusammen mit Walter Püschel)
- Die Affenschande, Berlin 1968
- Die arge Legende vom gerissenen Galgenstrick und andere deutschsprachige Meistererzählungen des 20. Jahrhunderts, Berlin 1973 – 1977 verfilmt
- Die Streiche des Trubert und andere Schelmengeschichten, Berlin 1973 (zusammen mit Alfred Antkowiak)
- Philip Larkin: Gedichte, Berlin 1974 (Mitverfasser: Thom Gunn, Ted Hughes)
- William Sansom: Der verbotene Leuchtturm, Berlin 1975
- Gilbert Keith Chesterton: Das unlösbare Problem, Berlin 1977
- Thomas Stearns Eliot: In meinem Anfang ist mein Ende, Berlin 1977
- William Somerset Maugham: Regen, Berlin 1977
- Franz Carl Weiskopf: Das Gespenst im Opernhaus und andere merkwürdige Geschichten, Berlin 1978
- William Butler Yeats: Ich hatte die Weisheit, die Liebe uns gibt, Berlin 1981
- In der Sonne steht der Hahn, Berlin 1983 (zusammen mit Alice Berger)
- Franz von Gaudy: Die sieben Leidensstationen eines Bräutigams auf dem Wege zum Traualtar, Berlin 1986 (herausgegeben zusammen mit Alice Berger)
- Hermann Harry Schmitz: Wie ich mich entschloß, auf Händen zu gehen, Berlin 1987 (herausgegeben zusammen mit Alice Berger)
- Philip Larkin: Mich ruft nur meiner Glocke grober Klang, Berlin 1988

## Übersetzungen
- Arthur Conan Doyle: Sämtliche Sherlock-Holmes-Erzählungen, Leipzig [u. a.] (übersetzt zusammen mit Alice Berger)
  - 1. Die Abenteuer von Sherlock Holmes, 1983
  - 2. Die Memoiren von Sherlock Holmes, 1983
  - 3. Die Wiederkehr von Sherlock Holmes, 1984
  - 4. Der letzte Streich von Sherlock Holmes, 1984
  - 5. Das Notizbuch von Sherlock Holmes, 1985
- Robert Frost: In Liebe lag ich mit der Welt im Streit, Berlin 1973 (übersetzt zusammen mit Helmut Heinrich)
- Émile Gaboriau: Der Fall Lerouge, Berlin 1973
- Jean de La Fontaine: Fabeln, Berlin 1963
- Richmond: Szenen aus dem Leben eines Bow Street Runners, Berlin 1989 (übersetzt zusammen mit Alice Berger)
- Alan Winnington: Kopfjäger, Berlin 1965 (übersetzt unter dem Namen K. Heinz)
- Yanks treffen Rote, Berlin 1990 (übersetzt zusammen mit Heinz Kübart)